# Major League Soccer de 2006
Major League Soccer (MLS) ou em português: Campeonato Estadunidense de Futebol.

## Conferência leste
| Colocação | Equipe                 | P  | V  | D  | E  | GP | GC | SG  | Pontos |
| --------- | ---------------------- | -- | -- | -- | -- | -- | -- | --- | ------ |
| 1         | DC United              | 32 | 15 | 7  | 10 | 52 | 38 | +14 | 55     |
| 2         | New England Revolution | 32 | 12 | 8  | 12 | 39 | 35 | +4  | 48     |
| 3         | Chicago Fire           | 32 | 13 | 11 | 8  | 43 | 41 | +2  | 47     |
| 4         | New York Red Bulls     | 32 | 9  | 11 | 12 | 41 | 41 | 0   | 39     |
| 5         | Kansas City Wizards    | 32 | 10 | 14 | 8  | 43 | 45 | -2  | 38     |
| 6         | Columbus Crew          | 32 | 8  | 15 | 9  | 30 | 42 | -12 | 33     |

### Playoffs

#### Semi finais
- New York Red Bulls 0-1 DC United
- DC United 1-1 New York Red Bulls
- Chicago Fire 1–0 New England Revolution
- New England Revolution 2-1 Chicago Fire (4-2 pk)

#### Final
- DC United 0–1 New England Revolution

## Conferência oeste
| Colocação | Equipe             | P  | V  | D  | E  | GP | GC | SG  | Pontos |
| --------- | ------------------ | -- | -- | -- | -- | -- | -- | --- | ------ |
| 1         | FC Dallas          | 32 | 16 | 12 | 4  | 48 | 44 | +4  | 52     |
| 2         | Houston Dynamo     | 32 | 11 | 8  | 13 | 44 | 40 | +4  | 46     |
| 3         | Chivas USA         | 32 | 10 | 9  | 13 | 45 | 42 | +3  | 43     |
| 4         | Colorado Rapids    | 32 | 11 | 13 | 8  | 36 | 49 | -13 | 41     |
| 5         | Los Angeles Galaxy | 32 | 11 | 15 | 6  | 37 | 37 | 0   | 39     |
| 6         | Real Salt Lake     | 32 | 10 | 13 | 9  | 45 | 49 | -4  | 39     |

### Semi finais
- Colorado Rapids 1–2 FC Dallas
- FC Dallas 2–3 Colorado Rapids (4-5 pk)
- Chivas USA 2–1 Houston Dynamo
- Houston Dynamo 2–0 Chivas USA

### Final
- Houston Dynamo 3–1 Colorado Rapids

## MLS Cup
- Houston Dynamo 1–1 New England Revolution (4-3 pk)